# Curtis/Live!
《Curtis/Live!》는 미국의 솔 음악가 커티스 메이필드가 임프레션스를 떠난 후 처음으로 발매한 라이브 음반이다. 원래 1971년 5월, 메이필드의 커톰 레코드 (닐 보가트의 부다 레코드를 통해 배포)에서 더블 LP로 발매되었으며, 이 음반의 16곡과 메이필드의 당시 정치에 대한 중간 랩이 뉴욕에 있는 폴 콜비의 230석 규모의 비터 엔드 나이트클럽에서 녹음되었다.

## 배경
1970년대 초 영국의 잡지 《블루스 & 솔》의 편집자였던 존 애비에 따르면, 메이필드와 그의 밴드가 1971년 1월, 비터 엔드 데이트에서 처음으로 선보인 세트는 이곳에서 선보인 음악의 대부분을 차지했다. 주로 일렉트릭 레이디 스튜디오의 에디 크레이머와 믹싱된 이 음반에는 헨리 깁슨이 타악기를 연주하고, 리듬 기타를 연주하는 크레이그 맥멀런, 베이스를 연주하는 조지프 스콧, 드럼을 연주하는 타이론 맥컬런이 등장하다.

## 평가
| 전문가 평가           | 전문가 평가 |
| 평가 점수             | 평가 점수   |
| 출처                  | 점수        |
| --------------------- | ----------- |
| Tom Hull – on the Web | B+ ()       |

이 음반은 처음 발매되었을 때 존 랜도에 의해 좋지 않은 평가를 받았다. 《롤링 스톤》 잡지의 현대 리뷰에서 랜도는 메이필드가 "자신의 강점과 약점을 혼동하고 있다"며 가식적이고 부끄러운 가사를 쓰고 있으며 솔로를 부를 때 높은 목소리가 잘 맞지 않는다고 생각했다. 회고적 리뷰에서는 브루스 에더가 올뮤직에 대해 "솔 아티스트에게 주어진 최고의 콘서트 음반 중 하나이자 역대 전설적인 라이브 음반 중 하나"라고 주장하며 더욱 열광적인 반응을 보였다.

## 곡 목록
모든 곡들은 특별한 언급이 없는 한 커티스 메이필드에 의해 작사/작곡하였다.
| #  | 제목                                 | 재생 시간 |
| -- | ------------------------------------ | --------- |
| 1. | 〈Mighty Mighty (Spade and Whitey)〉 | 6:56      |
| 2. | 〈Rap〉                              | 0:26      |
| 3. | 〈I Plan to Stay a Believer〉        | 3:16      |
| 4. | 〈We're a Winner〉                   | 4:47      |

| #  | 제목                      | 작사·작곡                | 재생 시간 |
| -- | ------------------------- | ------------------------ | --------- |
| 1. | 〈Rap〉                   |                          | 0:51      |
| 2. | 〈We've Only Just Begun〉 | 폴 윌리엄스, 로저 니컬스 | 3:44      |
| 3. | 〈People Get Ready〉      |                          | 3:47      |
| 4. | 〈Rap〉                   |                          | 0:34      |
| 5. | 〈Stare and Stare〉       |                          | 6:12      |

| #  | 제목                                       | 재생 시간 |
| -- | ------------------------------------------ | --------- |
| 1. | 〈Check Out Your Mind〉                    | 3:53      |
| 2. | 〈Gypsy Woman〉                            | 3:48      |
| 3. | 〈The Makings of You〉                     | 3:28      |
| 4. | 〈Rap〉                                    | 2:01      |
| 5. | 〈We the People Who are Darker Than Blue〉 | 6:46      |

| #  | 제목                                                             | 재생 시간 |
| -- | ---------------------------------------------------------------- | --------- |
| 1. | 〈(Don't Worry) If There's a Hell Below, We're All Going to Go〉 | 9:27      |
| 2. | 〈Stone Junkie〉                                                 | 8:05      |